# Рауф Парфи
Рауф Парфи (узб. Rauf Parfi; настоящее имя — Турсунали Парфиев (узб. Tursunali Parfiyev), 27 сентября 1943 Узбекская ССР — 28 марта 2005, Ташкент, Узбекистан) — советский, узбекский поэт.  
Поэт-диссидент, получивший в 1999 году звание Народный поэт Узбекистана, но при этом практически не издававшийся в независимом Узбекистане, за пятнадцать лет с 1991 по 2005 годы, вышел только один сборник стихов в 2000 году.

## Биография
Турсунали Парфиев родился 27 сентября 1943 года в кишлаке Шуралисай в Янгиюльском районе Ташкентской области в дехканской семье. После окончания средней школы в 1960 году поступил в Ташкентский государственный университет на факультет журналистики, который окончил в 1965. После окончания университета, в разные годы работал в Государственном комитете кинематографии, в редакции газеты «Айдын», редактором в издательствах «Литература и искусство» имени Гафура Гуляма и «Ёзувчи». 
Первое стихотворение Рауфа Парфи было напечатано в 1957 году. Практически всё литературное наследие поэта было опубликовано в советское время, стихотворные сборники: «Путь каравана» (1968), «Эхо» (1970), «Изображение» (1973), «Память» (1975), «Глаза» (1977), «Возвращение» (1978), «Древо терпения» (1986), «Тишина» (1989). Перевёл на узбекский язык «Манфреда» Джорджа Байрона, «Человеческую панораму» Назыма Хикмета, «Думу моря» Карло Каладзе, «Золотой топор» Энвера Селямета.
С получением Узбекистаном независимости в 1991 году, поэт попадает в опалу, из-за политической принадлежности к оппозиционной партии Эрк. Рауф Парфи был практически предан забвению, он не мог публиковаться ни в одном печатном издании, его произведения не издавались. Но в 1999 году ему было присвоено звание Народного поэта Узбекистана и на следующий год вышел последний прижизненный и единственный в независимом Узбекистане сборник стихотворений «Покаяние» (2000). Остаток своей жизни провёл, зарабатывая на пропитание продажей книг. 
Рауф Парфи скончался 28 марта 2005 года.
Уже после его смерти в Кыргызстане вышел посмертный сборник стихотворений «Узник совести» (2006). В 2015 году власти не разрешили провести празднование 70-летия поэта.

## Награды
- Народный поэт Узбекистана (1999)[2]
- Премия Союза писателей Узбекистана имени Хамида Алимджана (1986)
- Международная премия Махмуда Кашгари (1989)
- Государственная литературная премия Турции (1996)[3]